# فندق أمباسادور
فندق أمباسادور كان فندقًا في لوس أنجلوس، كاليفورنيا. صُمم فندق أمباسادور من قبل المهندس المعماري مايرون هنت، وأُفتتح رسميًا للجمهور في 1 يناير 1921. أُجريت تجديدات لاحقة للفندق على يد المهندس المعماري بول وليامز في أواخر الأربعينيات. كان الفندق أيضًا موطنًا لملهى كوكونت غروف Cocoanut Grove الليلي، وهو مكان ليلي رئيسي في لوس أنجلوس لعقود من الزمن؛ واستضاف الملهى ستة احتفالات لجوائز الأوسكار وكذلك كل رئيس للولايات المتحدة من هربرت هوفر إلى ريتشارد نيكسون.
واستضاف الفندق شخصيات بارزة مثل فرانك سيناترا، جودي غارلند، سامي ديفيس، نت كينغ كول، لينا هورن، باربرا سترايساند، بينغ كروسبي، جون واين، لوسيل بال، مارلين مونرو، ايما سومك، راي تشارلز، وفرقة ذا سوبريمز كانوا من بين العديد من الفنانين. الذين حضروا وأدوا في كوكونت غروف.
كان الفندق موقعًا لاغتيال السيناتور الأمريكي روبرت كينيدي في 5 يونيو 1968. ونظرًا لتدهور الفندق والمنطقة المحيطة به، أُغلق فندق أمباسادور أمام الضيوف في عام 1989. وفي عام 2001،أُغلق فندق لوس أنجلوس نهائًا، وقامت منطقة المدارس الموحدة (LAUSD) بشراء العقار بهدف بناء ثلاث مدارس جديدة داخل المنطقة. بعد ذلك أُقيمت دعاوى قضائية للحفاظ على الفندق كموقع تاريخي، ثم سمحت تسوية بهدم فندق أمباسادور في عام 2005، واكتمل الهدم في أوائل عام 2006.